# Henryk Łapiński (aktor)
Henryk Łapiński (ur. 2 stycznia 1933 w Warszawie, zm. 11 września 2020 tamże) – polski aktor teatralny, filmowy i dubbingowy.

## Życiorys
W 1956 ukończył PWSTiF w Łodzi. W tym samym roku zadebiutował rolą Dujardina w sztuce Ich głowy Marcela Aymé w reżyserii Zdzisława Tobiasza w Teatrze Ateneum w Warszawie. Od tego czasu był z teatrem tym nieprzerwalnie związany. Odtworzył tam około 100 ról.
Zmarł 11 września 2020. Uroczystości pogrzebowe odbyły się 18 września w Warszawie. Po mszy św. w Kościele św. Karola Boromeusza został pochowany w grobie rodzinnym na cmentarzu Powązkowskim (kwatera 96 (rząd I grób 18)).

## Przed kamerą

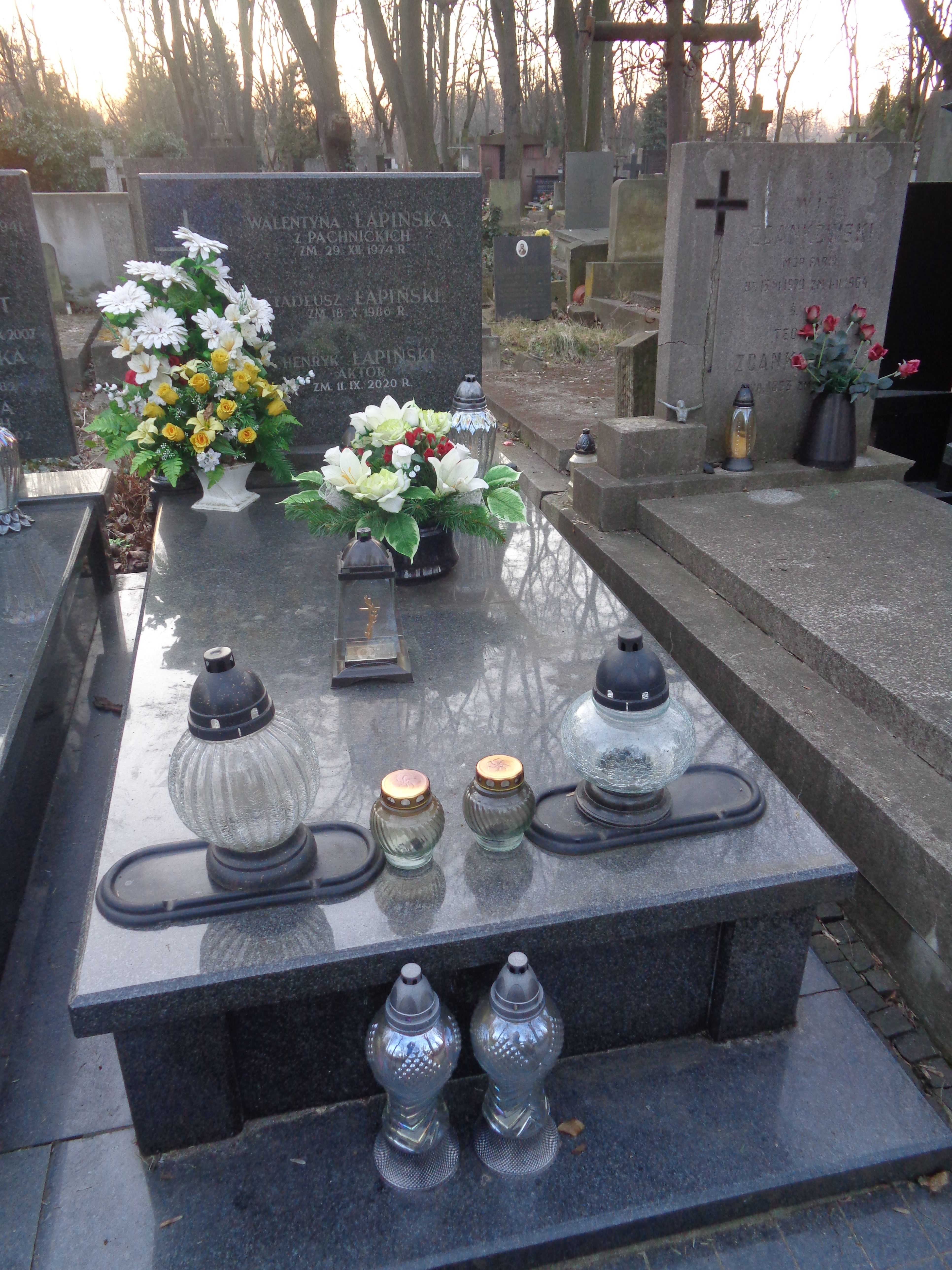
Grób Henryka Łapińskiego na cmentarzu Powązkowskim

- 2019: Aszantka (spektakl telewizyjny) – służący Jan
- 2009: Siostry – doktor Łęcki (odc. 2 i 4)
- 1997: Królowa złodziei
- 1996: Tajemnica Sagali – mieszkaniec Biskupina
- 1995: Awantura o Basię
- 1992: 1968. Szczęśliwego Nowego Roku – prorektor
- 1990: Jan Kiliński – mieszczanin
- 1989: Sztuka kochania – profesor Bykow
- 1988–1990: Mistrz i Małgorzata – pisarz
- 1987: Cyrk odjeżdża – cyrkowiec
- 1987: Krótki film o zabijaniu – członek komisji adwokackiej
- 1984: 111 dni letargu
- 1983: Kamienne tablice
- 1980: Nic nie stoi na przeszkodzie – kierowca prezesa
- 1980–2000: Dom
- 1978: Wśród nocnej ciszy – dziennikarz z „Głosu”
- 1978: Życie na gorąco – Lehr (głos)
- 1976: Polskie drogi – kowal
- 1976: Człowiek z marmuru – Marcin Pawlusiak
- 1975: Noce i dnie – gość na balu u Ładów
- 1974: Wiosna panie sierżancie – urzędnik Rady Narodowej w Trzebiatowie
- 1973: Rozwód – Polak w Niemczech
- 1971: Bicie serca – policjant
- 1971: Agent nr 1
- 1971: Nie lubię poniedziałku – asystent dyrektora „Maszynohurtu”
- 1970: Wyzwolenie – żołnierz
- 1969: Jak rozpętałem drugą wojnę światową – Władzio Wachocki

## Przed kamerą gościnnie
- 1996: Awantura o Basię (odc. 6)
- 1992: Kuchnia polska – prorektor Politechniki (odc. 4)
- 1989: Odbicia – kelner na przyjęciu u Szcześniaków
- 1979: Tajemnica Enigmy – dyrektor Guzicki (głos)
- 1973: Wielka miłość Balzaka – lokaj Hańskiej w Sankt-Petersburgu

## Dubbing
- 2012: Przygody Sary Jane (nowa wersja dubbingu) – jeden z Shansheethów (40)
- 2012: Wyśpiewać marzenia – kierowca Kadee
- 2011: Pan Popper i jego pingwiny
- 2003: Małgosia i buciki
- 1999: Asterix i Obelix kontra Cezar – jeden ze związanych druidów
- 1998: Srebrny Surfer
- 1998: Pocahontas 2: Podróż do Nowego Świata
- 1997: Księżniczka Sissi
- 1997–1998: 101 dalmatyńczyków
- 1994–1996: Fantastyczna Czwórka – lekarz (odc. 23)
- 1994–1995: Aladyn
- 1994: Asterix podbija Amerykę – Getafix (Panoramix)
- 1994: Bajka o pluszowych misiach, które uratowały święta – Latarka
- 1994: Opowieść wigilijna Flintstonów
- 1993: Batman: Maska Batmana – Alfred Pennyworth
- 1992–1993: Goofy i inni (stara wersja dubbingu) – pan Wielki (od złotej rybki Atlas)
- 1992: Dommel – sklepikarz Larry (odc. Mechaniczny pucybut)
- 1991–1993: Gumisie –
  - sir Tarka,
  - sir Gawain,
  - przewodniczący Rady Gumisiów (odc. 28),
  - gnom Nestor (odc. 52b)
- 1990–1994: Super Baloo –
  - służący marszalissimusa Dzywerii,
  - klient, którego Marcin Tortur podebrał Rebece,
  - klientka, którą przewoził Ciapata,
  - policjant pan Władza,
  - sprzedawca towaru okrętowego Kapitana Zasobnego,
  - jeden z podwładnych Don Karnage’a,
  - jeden z robotników w Dzywerii,
  - Król Amok
- 1990–1991: Muminki –
  - Wąż (odc. 19-20),
  - Duch (odc. 26),
  - Król (odc. 63)
- 1990: Kacze opowieści: Poszukiwacze zaginionej lampy – Cezar
- 1990: Pinokio
- 1989: Wielka bitwa Asteriksa – Panoramiks
- 1989: Babar zwycięzca
- 1989–1992: Chip i Dale: Brygada RR –
  - lokaj pana Dumpty’ego (odc. 2),
  - jeden z mieszkańców przerażonych Bzyczkiem-gigantem (odc. 21),
  - strażnik (odc. 21),
  - Percy (odc. 41),
  - jeden z podwładnych Klordane’a (odc. 41)
- 1987–2010: Smerfy –
  - Homnibus,
  - Pasibrzuch (serie IV, VII-IX, druga wersja serii I-IV),
  - Ojciec Czas (druga wersja odc. 57, serie IV, VII-IX),
  - troll (odc. 22),
  - kucharz (odc. 25),
  - jeden z czarowników (druga wersja odc. 56),
  - sędzia (druga wersja odc. 60),
  - pirat (odc. 61),
  - biskup (odc. 79b),
  - doradca Króla Żaboli (odc. 156),
  - Ernest (odc. 195),
  - Cudowny Mag (odc. 195)
- 1987–1990: Kacze opowieści (stara i nowa wersja dubbingu) – Cezar
- 1987–1988: Babar – Pompadur
- 1986: Bolek i Lolek na Dzikim Zachodzie
- 1986: Porwanie w Tiutiurlistanie – Król Cynamon
- 1986: Asterix w Brytanii – Panoramiks
- 1985: Asterix kontra Cezar –
  - Superbus (pierwsza wersja dubbingowa),
  - Panoramiks (druga wersja dubbingowa)
- 1984–1988: Tajemnice wiklinowej zatoki – tata wydra
- 1976–1978: Scooby Doo – mieszkaniec Salem
- 1976: Dwanaście prac Asteriksa – Panoramiks
- 1975: Pszczółka Maja –
  - Wij,
  - strażnik ula #2 (odc. 3),
  - konik polny (odc. 14),
  - pan Skorek (odc. 16),
  - pluskwiak / Odorek (odc. 20),
  - dowódca mrówek (odc. 22, 28, 37),
  - skorek (odc. 28),
  - Nocuś (odc. 39)
- 1973: Detektyw Pchełka na tropie – udzielający ślubu wnuczce Emmy Gotroks
- 1971: Królowa Elżbieta – Fowler
- 1968: Asterix i Kleopatra – Panoramiks
- 1967: Asterix Gall – Panoramiks
- 1961–1962: Kot Tip-Top (Polskie Nagrania) – policjant Slut
- 1960–1966: Flintstonowie (Polskie Nagrania) – sprzedawca wyposażenia basenów (odc. Basen pływacki)
- 1960-1966: Między nami jaskiniowcami (pierwsza wersja dubbingu) –
  - Mężczyzna podający słuchawkę Fredowi (odc. Prześwietlenie)
  - Lokaj (odc. Nowy szef Freda)
- 1950: Kopciuszek (nowa wersja dubbingu)
- 1940–1967: Tom i Jerry – konduktor Niebiańskiego Ekspresu

## Odznaczenia
- Srebrny Krzyż Zasługi – 1974
- Odznaka „Zasłużony Działacz Kultury” – 1977
- Odznaka za Zasługi dla Warszawy – 1988
- Srebrny Medal „Zasłużony w posłudze dla Kościoła i Narodu” – 1992[7]
- Krzyż Kawalerski Orderu Odrodzenia Polski – 2003[8][9]
- Srebrny Medal „Zasłużony Kulturze – Gloria Artis” – 2010[7]